# CIA Museum
Das CIA Museum (deutsch CIA-Museum) ist ein nichtöffentliches Museum zum Thema Spionage. Es befindet sich innerhalb der Räumlichkeiten der amerikanischen Central Intelligence Agency (CIA) in Langley (Virginia), unweit von Washington, D.C. Ein Teil kann als virtuelles Museum besichtigt werden.

## Geschichte

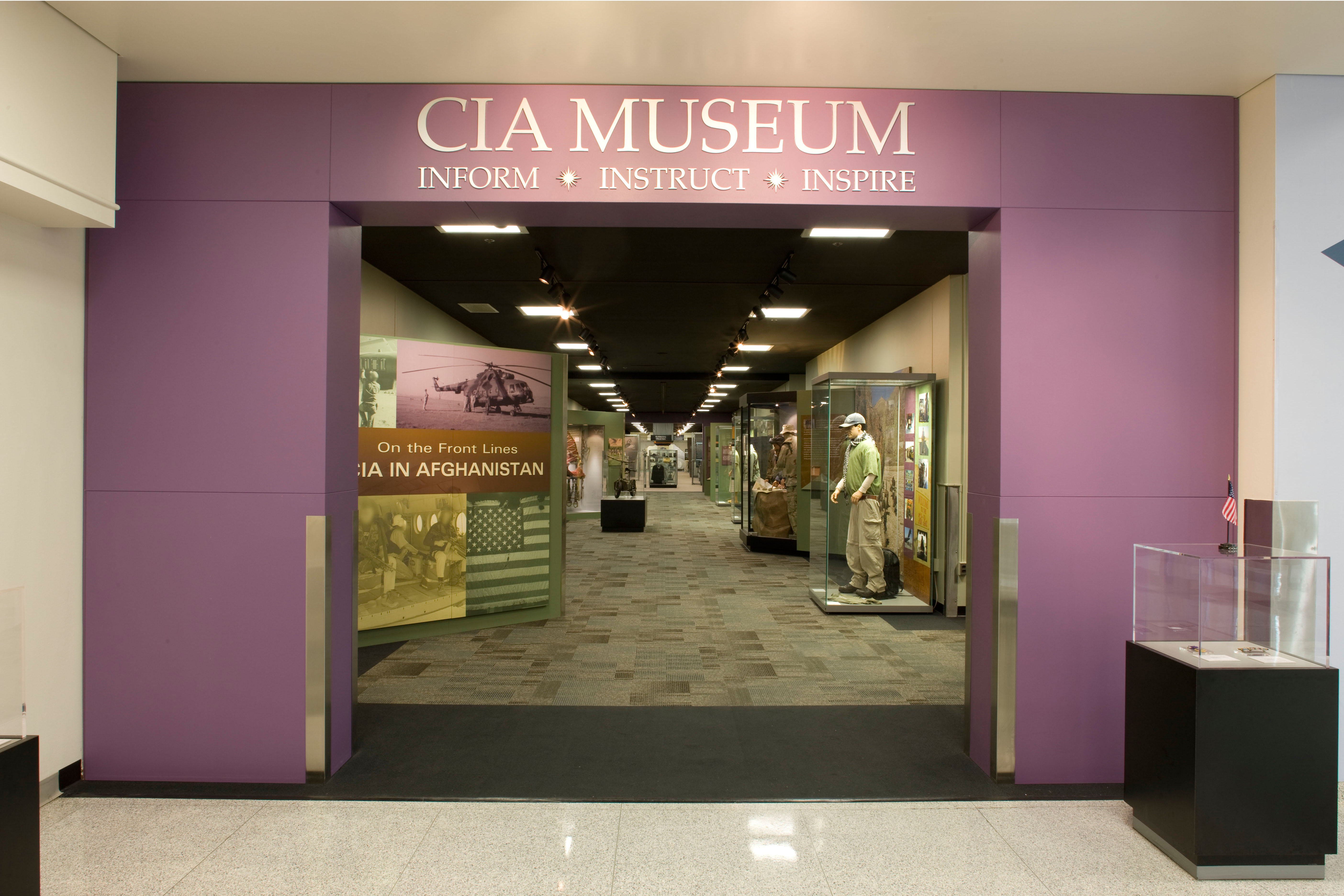
Eingang zum Museum

Das Museum ist für amerikanische Geheimdienstmitarbeiter physisch zugänglich, jedoch nicht für die Öffentlichkeit. Es zeigt technische Ausrüstungen und Gegenstände, die CIA-Agenten im Laufe der Jahrzehnte einsetzten. Ebenso befinden sich dort Dokumente zur Geschichte des Dienstes. Zweck des CIA-Museums ist, den eigenen Mitarbeitern die Möglichkeit zu geben, sich über die Einsatzmöglichkeiten verdeckter Technologien umfassend zu informieren.
Im Jahr 1972 forderte der spätere CIA-Direktor William Colby (1920–1996) die Schaffung des Museums. Daraufhin begann der Kurator der Historical Intelligence Collection der CIA, passende Objekte zu sammeln. Mitte der 1980er Jahre umfasste das Museum im CIA-Hauptquartier eine Fläche von weniger als vierzig Quadratmetern. Als die CIA 1997 ihr 50-jähriges Bestehen feierte, hatte das Museum seine Sammlung erheblich erweitert. Zu der Zeit wurden etwa 6000 Spionageartefakte aus dem Kalten Krieg (1947–1989) ausgestellt, darunter Objekte aus den USA sowie der damaligen Sowjetunion und der DDR.
In den folgenden Jahren wuchs die Sammlung des Museums weiter an. Insbesondere wurde Exponate aus dem Zweiten Weltkrieg (1939–1945) und der 2001 in Afghanistan begonnenen Operation Enduring Freedom (2001–2014) hinzugefügt. Die Ausstellungsfläche ist inzwischen auf mehr als tausend Quadratmeter angewachsen. Von der mehrere tausend Stück umfassenden Sammlung werden nur wenige gezeigt – die meisten sind „klassifiziert“ und werden nur Eingeweihten zugänglich gemacht.